# ハンカ地区

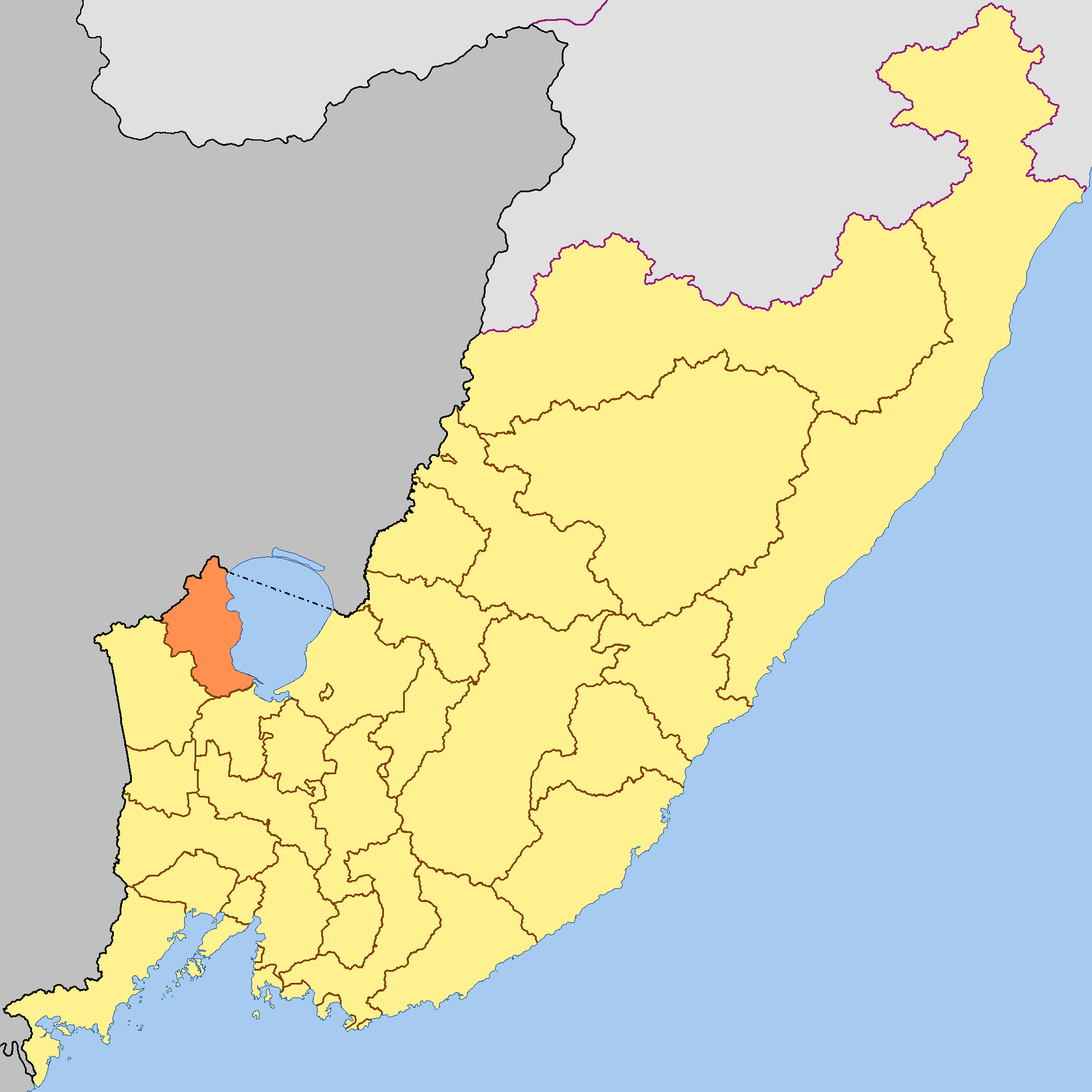
地図

ハンカ地区（Ханка́йский）はロシア沿海地方の行政区画（ラヨン）の一つ。ハンカ湖の西岸に位置する。行政中心地はカメニ＝ルイボロフ村
人口は約3万人（1995年）。面積は2,766km2。ウラジオストクまで幹線道路で200km、鉄道で255km。一日に、バスが2回、鉄道が1回、ウラジオストクと往復している。
ハンカ地区は沿海地方で最大の農業地帯の一つである。耕地面積は1,230km2に及ぶ。大豆、米、蕎麦、野菜が栽培されている。肉、牛乳、蜂蜜もまた産する。池では魚の養殖がされている。農業に適した気候をしている。
この地区には極東ロシアとアジア太平洋地域に及ぶ、環境に配慮した工場ネットワークを構成するための投資が求められている。
この地域に特徴的なのがロシアと中国の国境に位置する税関所、トゥリー・ロクで、盛んに行き来がされている。この近くには中国の巨大な炭鉱基地である鶏西がある。
この辺りには大企業が存在しておらず、綺麗な環境の休養地が保存されている。ハンカ湖周辺の平坦な土地はゴルフコースに理想的である。この地区では観光と休養地の開発を行なう企業が待ち望まれている。